# 逃亡者たち
「逃亡者たち」（"Manhunt"）は、アメリカ合衆国のテレビシリーズ『プリズン・ブレイク』の第2シーズンの初回であり、通算では23話目となる。2006年8月21日に放送されたこのエピソードはシリーズ発案者のポール・シェアリングが脚本を執筆し、監督は第1シーズンの最終回「脱出!」から連続となるケヴィン・フックスが務めた。第2シーズンより新たにレギュラーキャストに加わるウィリアム・フィクナーはフォックスリバー州立刑務所から脱獄した8人を追跡する捜査官という役どころを務める。またキャロライン・レイノルズの兄弟のテレンス・ステッドマンは今回よりジョン・ビリングズリーに代わってジェフ・ペリーが演じている。
原題の「Manhunt」はこのエピソード及びシーズン全体でフォックスリバー8が州規模（後に全米規模）にわたって捜索（manhunt）されることを示している。レギュラーキャストのうち、ポール・アデルスタイン（ポール・ケラーマン役）、マーシャル・オールマン（LJ・バローズ役）は今回出演していない。また8人の脱獄者役のキャストのうちレイン・ギャリソン（デヴィッド・"トゥイーナー"・アポルスキス役）とサイラス・ウィアー・ミッチェル（チャールズ・"ヘイワイヤー"・パトシック役）も出演しておらず、エピソード冒頭の回想のみの登場に留まっている。

## プロット
脱獄から8時間後、マイケル、リンカーン、アブルッチ、シーノート、スクレは貨物列車を挟むことでベリックの追跡班をかわす。一方逃亡者たちの追跡を担当することとなったFBI特別捜査官のアレクサンダー・マホーンは記者会見を開き、「フォックスリバー8」の情報提供を視聴者に呼びかける。彼は特にマイケルに関心をもち、彼に関する情報を集め始める。逃亡者たちはハンティング中の父娘に出くわし、アブルチッチが彼女を人質にして武器を銃を奪い、さらにマイケルは彼のジープ・グランドチェロキーの鍵を手に入れる。SUVに乗り込んだ5人はマイケルが事前に用意した荷物を保管してある倉庫へと向かう。
マホーンとベリックは別々に捜査してクレジットカードの利用履歴を調べ、どちらも同じオスウィーゴの貸し倉庫にたどり着く。だがそこはマイケルが捜査撹乱のために誘導した場所であり、彼らは実際には（R.I.P.）E・チャンス・ウッズの墓をシャベルで掘っていた。マホーンはマイケルのタトゥー（「Ripe Chance Woods」）を解読してその墓地を特定し、5人が掘り終えて中に用意されていた新しい服に着替えた直後の現場に到着する。またリンカーンはマイケルからリュックサックを受け取り、その中に2人分だけの偽造パスポートがあることを知る。5人はマホーンの追跡をかわし、オスウィーゴの人ごみの中に紛れ込む。
ティーバッグはマービン・グダッド医師の動物病院を発見し、彼を脅して麻酔なしで切断された手首を繋げさせる。タンクレディ医師は薬物の過剰摂取による意識不明状態から回復し、FBI捜査官から8人の脱獄犯について尋問を受ける。ナースのケイティの面会の後、サラは財布の中から折り紙の白鳥を発見する。中には「すべてうまくいくように計画を立ててある」というメッセージと点線のコードが記されていた。点の塊を数字にすると1行目が3221243324、2行目が4221312231、3行目が23133121となる。ベロニカはステッドマンの隠れ家が中からドアを開けることが出来ず、窓は防弾仕様で監獄状態であることを知る。ベロニカは911に通報した後、リンカーンからの電話を受け、知ったことを彼に話す。電話の最中、カンパニーのエージェントたちが到着してベロニカを射殺し、リンカーンは電話越しにその銃声を聞いて悲しむ。マホーンはマイケルのタトゥーを調べ続け、これに逃亡計画の全てが記されており、彼らの行く先で待ち伏せすることができると言う。

## 製作
「逃亡者たち」はシリーズで初めてテキサス州で撮影されたエピソードとなった。墓地よその直後の街中の場面はイリノイ州オスウィーゴという設定であるが、実際にはテキサス州マッキニーで撮影された。墓地の場面はマッキニーのニーピーカングローブ墓地、逃亡者たちが街を逃げる場面はダウンタウンで撮影された。

## 評価
第2シーズンの初回は2005年8月のシリーズ初回の1050万人から下落して940万人の視聴者を獲得した。シリーズ初回と比較して18-49歳層は20%減少したが、世帯視聴率は番組の後半になると3.6%から3.9%へ上昇した。